# アルテヴェローチェ
アルテヴェローチェ（2022年2月6日 - ）は日本の競走馬。主な勝ち鞍に2024年のサウジアラビアロイヤルカップ。
馬名意味は、「芸術（伊）+冠名」。

## 戦績
2024年7月27日、札幌競馬場第5レースの2歳新馬戦（芝1500m）で、武豊を背にデビュー。4番手追走から直線で抜け出し、デビュー戦での勝利で飾った。
続いて、初の重賞挑戦として10月5日に東京競馬場で行われたサウジアラビアロイヤルカップに出走。好位から一旦は後ろまで下げたが、直線コースで馬場の真ん中の外から豪快に伸びて各馬を差し切り、デビューから2連勝で重賞初制覇を飾った。

## 競走成績
以下の内容は、netkeiba.comの情報およびJBISサーチの情報に基づく。
| 競走日     | 競馬場 | 競走名              | 格   | 距離（馬場）  | 頭 数 | 枠 番 | 馬 番 | オッズ （人気） | 着順 | タイム （上り3F） | 着差 | 騎手        | 斤量 [kg] | 1着馬（2着馬）       | 馬体重 [kg] |
| ---------- | ------ | ------------------- | ---- | ------------- | ----- | ----- | ----- | --------------- | ---- | ----------------- | ---- | ----------- | --------- | -------------------- | ----------- |
| 2024.07.27 | 札幌   | 2歳新馬             |      | 芝1500m（良） | 14    | 7     | 12    | 003.20（1人）   | 01着 | R1:29.9（34.7）   | -0.0 | 0武豊       | 55        | （ヒシアマン）       | 448         |
| 0000.10.05 | 東京   | サウジアラビアRC    | GIII | 芝1600m（稍） | 7     | 1     | 1     | 003.50（2人）   | 01着 | R1:33.0（34.5）   | -0.1 | 0佐々木大輔 | 56        | （タイセイカレント） | 458         |
| 0000.12.15 | 京都   | 朝日杯FS            | GI   | 芝1600m（良） | 16    | 4     | 8     | 003.30（1人）   | 05着 | R1:35.4（34.4）   | -1.3 | 0武豊       | 56        | アドマイヤズーム     | 472         |
| 2025.01.13 | 中京   | シンザン記念        | GIII | 芝1600m（良） | 15    | 5     | 8     | 003.00（1人）   | 02着 | R1:35.0（35.7）   | -0.4 | 0川田将雅   | 57        | リラエンブレム       | 462         |
| 0000.04.05 | 阪神   | チャーチルダウンズC | GIII | 芝1600m（良） | 11    | 6     | 6     | 002.70（1人）   | 02着 | R1:32.5（34.1）   | -0.3 | 0佐々木大輔 | 57        | ランスオブカオス     | 462         |
| 0000.05.11 | 東京   | NHKマイルC          | GI   | 芝1600m（良） | 18    | 7     | 15    | 016.30（8人）   | 13着 | R1:32.5（35.3）   | -0.8 | 0佐々木大輔 | 57        | パンジャタワー       | 456         |

- 競走成績は2025年5月11日現在

## 血統表
| アルテヴェローチェの血統    | アルテヴェローチェの血統                     | アルテヴェローチェの血統                     | （血統表の出典）                             | （血統表の出典）    |
| 父系                        | ロベルト系                                   | ロベルト系                                   | ロベルト系                                   | [ § 2 ]             |
| 父 モーリス 2011年 鹿毛     | 父の父スクリーンヒーロー 2004年 栗毛         | *グラスワンダー                              | Silver Hawk                                  | Silver Hawk         |
| 父 モーリス 2011年 鹿毛     | 父の父スクリーンヒーロー 2004年 栗毛         | *グラスワンダー                              | Ameriflora                                   |                     |
| 父 モーリス 2011年 鹿毛     | 父の父スクリーンヒーロー 2004年 栗毛         | ランニングヒロイン                           | *サンデーサイレンス                          | *サンデーサイレンス |
| 父 モーリス 2011年 鹿毛     | 父の父スクリーンヒーロー 2004年 栗毛         | ランニングヒロイン                           | ダイナアクトレス                             |                     |
| 父 モーリス 2011年 鹿毛     | 父の母メジロフランシス 2001年 鹿毛           | *カーネギー                                  | Sadler's Wells                               | Sadler's Wells      |
| 父 モーリス 2011年 鹿毛     | 父の母メジロフランシス 2001年 鹿毛           | *カーネギー                                  | Detroit                                      |                     |
| 父 モーリス 2011年 鹿毛     | 父の母メジロフランシス 2001年 鹿毛           | メジロモントレー                             | *モガミ                                      | *モガミ             |
| 父 モーリス 2011年 鹿毛     | 父の母メジロフランシス 2001年 鹿毛           | メジロモントレー                             | メジロクインシー                             |                     |
| 母 クルミネイト 2016年 鹿毛 | 母の父ディープインパクト 2002年 鹿毛         | *サンデーサイレンス                          | Halo                                         | Halo                |
| 母 クルミネイト 2016年 鹿毛 | 母の父ディープインパクト 2002年 鹿毛         | *サンデーサイレンス                          | Wishing Well                                 |                     |
| 母 クルミネイト 2016年 鹿毛 | 母の父ディープインパクト 2002年 鹿毛         | *ウインドインハーヘア                        | Alzao                                        | Alzao               |
| 母 クルミネイト 2016年 鹿毛 | 母の父ディープインパクト 2002年 鹿毛         | *ウインドインハーヘア                        | Burghclere                                   |                     |
| 母 クルミネイト 2016年 鹿毛 | 母の母*クルソラ 2002年 栗毛                  | Candy Stripes                                | Blushing Groom                               | Blushing Groom      |
| 母 クルミネイト 2016年 鹿毛 | 母の母*クルソラ 2002年 栗毛                  | Candy Stripes                                | *バブルカンパニー                            |                     |
| 母 クルミネイト 2016年 鹿毛 | 母の母*クルソラ 2002年 栗毛                  | Calorica                                     | Ahmad                                        | Ahmad               |
| 母 クルミネイト 2016年 鹿毛 | 母の母*クルソラ 2002年 栗毛                  | Calorica                                     | Canchera                                     |                     |
| 母系(F-No.)                 | クルソラ(ARG)(FN:8-j)                        | クルソラ(ARG)(FN:8-j)                        | クルソラ(ARG)(FN:8-j)                        | [ § 3 ]             |
| 5代内の近親交配             | サンデーサイレンス：M3×S4、Lyphard：S5×M5×M5 | サンデーサイレンス：M3×S4、Lyphard：S5×M5×M5 | サンデーサイレンス：M3×S4、Lyphard：S5×M5×M5 | [ § 4 ]             |
| 出典                        | 1. 2. 3. 4.                                  | 1. 2. 3. 4.                                  | 1. 2. 3. 4.                                  | 1. 2. 3. 4.         |

- 伯母に2015年桜花賞2着・優駿牝馬3着のクルミナル、その産駒に2024年中山金杯など重賞2着4回のククナがいる。